# UnrealEd
UnrealEd (Unreal Editor, UEd) — редактор уровней и других ресурсов для игр на игровом движке Unreal Engine, который практически всегда идет в поставке с самой игрой (редактор могут назвать иначе, например Rune Editor для игры Rune, но это все равно будет модифицированный Unreal Editor).

## Набор функций
Редактор представляет собой единое приложение для редактирования уровней игры и всего с ними связанного, например, создания скриптовых сцен, импорт ресурсов из сторонних приложений и так далее. Всё, что нужно для создания полноценного уровня, есть в редакторе, никакие дополнительные утилиты не требуются. На протяжении времени разработки движка функциональность редактора дорабатывалась, но кардинальных изменений не происходило.
Для создания уровней используется конструктивная сплошная геометрия и создаваемое на её основе BSP-дерево, как и во многих других движках, но оно примечательно тем, что изначально весь уровень заполнен материей, и создатель уровня вырезает в нём комнаты. Это сильно упрощает создание закрытых уровней, поскольку для создания простой комнаты достаточно вырезать куб, а не делать стены, пол и потолок по отдельности. При необходимости, можно вырезать огромный куб и сделать так, чтобы на его стены проецировалась текстура неба (т. н. скайбокс). В Unreal Engine 3 уровень заполнен пустотой, и хотя ничего не мешает сделать огромный куб с материей, движок уже оптимизирован для additive-геометрии.
Основные возможности:
- Создание игровых уровней в WYSIWYG-режиме, доступно также создание ландшафта. Игровые объекты также добавляются в WYSIWYG-режиме.
- Обзор всевозможных объектов (классов, текстур, звуков, анимаций и т. д.) и встроенные функции для их базового редактирования. Например, к текстурам можно применять шейдеры, звуки можно смешивать, ускорять, изменять тембр и так далее. Такие функции стали особенно сильны и многообразны в Unreal Engine 3
- Возможность запуска игры с текущим уровнем прямо из редактора. Начиная с UE3, это больше не требует запуска нового процесса: игра запускается прямо в редакторе, что, очевидно, сильно экономит ОЗУ и время.
- В Unreal Engine 3 появился Кисмет (Kismet) — редактор особого скриптового языка для создания интерактивных и анимированных уровней, в котором используются блок-схемы и никакой работы с UnrealScript. К примеру, можно очень легко сделать загорающуюся лампочку, когда какой-либо бонус становится доступен. Тесно связан с утилитой Matinee — задание анимации/перемещения объектов в определенное время. Позволяет оперировать многими свойствами объектов, например, цветом освещения, поворотом муверов, прозрачностью материалов и так далее. В предыдущих версиях редактора большая часть этих функций могла быть реализована только с помощью скриптов UnrealScript. Несмотря на богатую функциональность Kismet имеет ряд ограничений, например, управление ИИ ботов позволяет задать команду боту на перемещение, но не позволяет указать тип перемещения: «бег» или «ходьбу». В связи с этим Kismet для сложных конструкций не может освободить от использования UnrealScript.

## Версии
Версии поставляемого редактора зависят от движка, который использует соответствующая игра. Например, игра Rune основана на Unreal Engine 1, а значит, RuneEd также является модифицированным Unreal Editor 1.
- Unreal Editor 1 — первая версия редактора, была написана на Visual Basic и была довольно нестабильна. Впервые поставлялась вместе с игрой Unreal, позже с Unreal Tournament. Специальная версия редактора RuneEd поставлялась с игрой Rune.
- Unreal Editor 2 — эта версия редактора была уже гораздо стабильнее, и практически не вылетала. Редактор был практически полностью переписан. Добавлялся одним из патчей для Unreal Tournament (и был включен в 1.5-версию движка). Версия 2.6 была включена в альфа-версию Unreal II.
- Unreal Editor 3 — этот редактор шел уже в комплекте с UT2003, и был предназначен для следующего поколения движка — Unreal Engine 2. Внешне практически не отличался от UEd 2, но функциональность была несколько расширена в соответствии с движком. Вместе с игрой Brothers in Arms и в наборе BiA SDK поставляется видоизмененная версия редактора, под названием BiA Editor. Также вместе с игрой Postal 2 поставлялась измененная версия редактора под названием PostEd.
- Unreal Editor для Unreal Engine 3 — в дальнейшем нумерация версий прекратилась (хотя некоторые называют его UEd 4, разработчики говорят, что это неверно), а сам редактор претерпел значительные изменения. Общие принципы работы в нём сохранились, однако в остальном изменения очень велики. Интерфейс был переписан на wxWidgets, также была информация о портировании редактора под Linux[1]. Само построение уровней мало изменилось, но добавилось много приятных мелочей — редактор Kismet, функция Play In Editor, не требующая для тестового запуска уровня ждать загрузки целой игры, виджеты для быстрого и простого перемещения объектов и тому подобное. Браузер объектов полностью объединен, теперь можно просмотреть содержимое пакета целиком (например, материалы, текстуры и объекты вместе) в одном списке. Использование аддитивной геометрии ускоряет сборку карты и упрощает создание неба — теперь не используются скайбоксы, а весь уровень накрывается гигантским куполом с текстурой неба.
- Unreal Editor для Unreal Development kit — вместе с бесплатной версией движка Unreal Engine 3.5, входящий в состав UDK появился и обновлённый редактор, который в свою очередь претерпел ряд изменений и нововведений, также он не поставляется вместе с «запечённой» игрой, но в целом мало чем отличается от редактора для игры Unreal Tournament 3.